# Johann Lafer

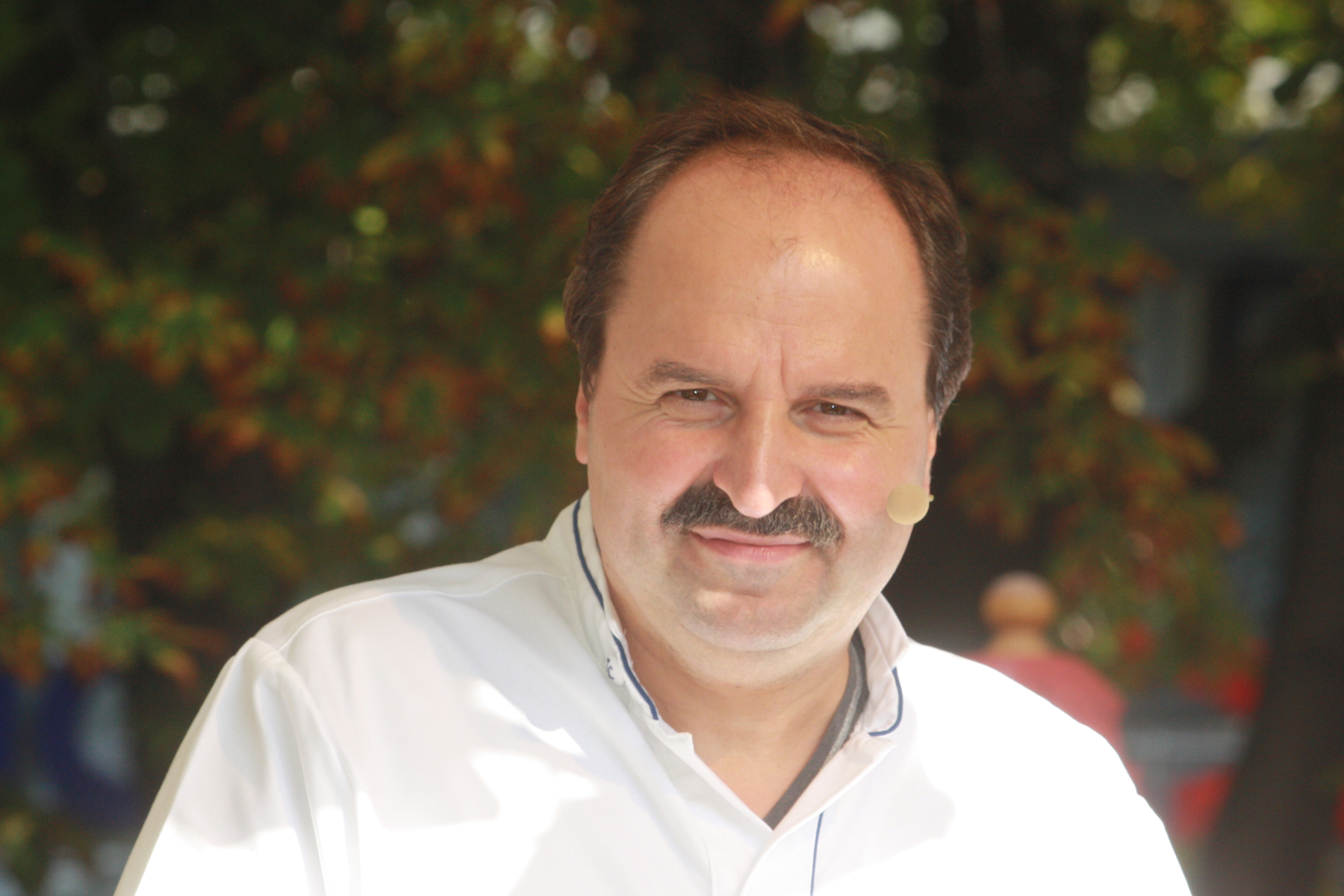
Johann Lafer, 2012

Johann Lafer (* 27. September 1957 in St. Stefan im Rosental, Steiermark) ist ein österreichischer Koch, Fernsehkoch, Unternehmer und Sachbuchautor. Einem breiten Publikum wurde Lafer vor allem durch Kochsendungen wie Himmel un Erd, Genießen auf gut deutsch oder Lafer! Lichter! Lecker! und seine zahlreichen Kochbücher bekannt.
Von 1983 bis 2019 war sein Restaurant mit einem, von 1987 bis 2009 mit zwei Michelinsternen ausgezeichnet.

## Werdegang und berufliches Engagement

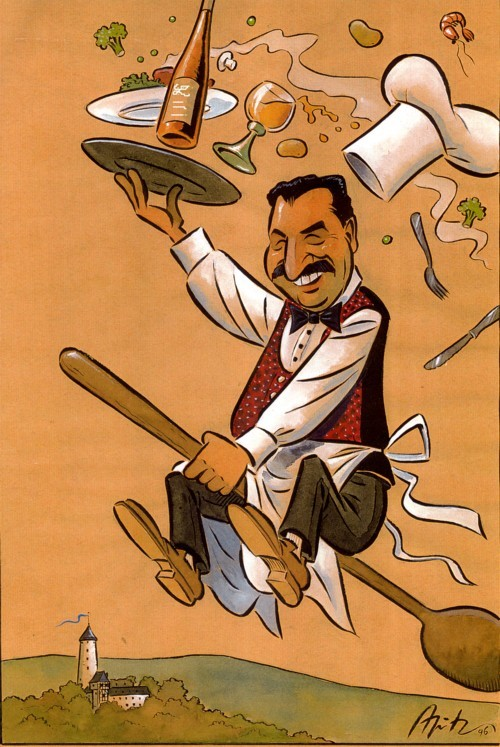
Johann Lafer karikiert von Michael Apitz

Lafer, Sohn einer Landwirtsfamilie, wechselte nach der Ausbildung und dem Wehrdienst 1977 ins Berliner Hotel Schweizer Hof. Ab 1979 war er in Josef Viehhausers Restaurant Le Canard in Hamburg beschäftigt, anschließend als Chef-Pâtissier im Hotel Schweizer Stuben in Wertheim. 1980 bekam er die Auszeichnung als bester deutscher Patissier. Als nächste Station wechselte er als Chef-Pâtissier 1981 zu Eckart Witzigmann ins Münchner Restaurant Aubergine. Mit Witzigmann verfasste er mehrere Bücher. Ab 1982 war er für den Pariser Pâtissier und Boulanger Gaston Lenôtre tätig.
Im Mai 1983 wurde er Küchenchef im Restaurant Le Val d’Or seiner späteren Ehefrau Silvia Buchholz in Guldental. 1983 wurde das Restaurant wieder mit einem Michelinstern ausgezeichnet, 1987 erhielt das Le Val d’Or einen zweiten Stern.
1994 übernahm das Ehepaar Lafer die nahegelegene Stromburg im Hunsrückstädtchen Stromberg. Nach aufwändigen Sanierungs- und Umbaumaßnahmen, die nur über eine Bürgschaft des Landes Rheinland-Pfalz finanziert werden konnten, wurde im Dezember 1994 das Restaurant Le Val d’Or von Guldental auf die Stromburg verlegt. Parallel dazu wurden auf der Stromburg die Turmstube als Zweitrestaurant und ein Hotel eröffnet. In den ehemaligen Räumen des Le Val d’Or richtete er eine Kochschule mit dem Namen Table d’Or ein. Im selben Gebäude befindet sich sein Fernseh- und Fotostudio, in dem neben Produktionen für fremde Auftraggeber auch eigene Kochsendungen Lafers gedreht und hergestellt werden.
Ende 2009 wurde dem Le Val d’Or der zweite Stern aberkannt. Lafer schloss das Val d’Or Anfang 2019 und öffnete im Februar 2019 das Restaurant Johanns Küche, das mit einem Stern ausgezeichnet wurde, schloss es aber im Mai 2019 wieder und verließ die Stromburg.
Seit 2011 engagiert sich Lafer für eine gesunde Schulverpflegung als Betreiber der Schulmensa im Gymnasium am Römerkastell, Bad Kreuznach. Lafer ist seit dem Wintersemester 2009/2010 auch Lehrbeauftragter an der Hochschule Fulda im Fachbereich Ökotrophologie.
Über das Internet und auch den Lebensmitteleinzelhandel vertreibt Johann Lafer unter seinem Namen als Markennamen Feinkostprodukte wie einen Römertopf, Salze, Öle und Fonds, die er teils selbst entwickelt hat. Die Unternehmungen Johann Lafers erzielten 2009 mit rund 80 Mitarbeitern einen Gesamtumsatz von circa 10 Millionen Euro.
Wegen Steuerhinterziehung und Vorenthalten und Veruntreuen von Arbeitsentgelt erhielt er 2016 einen Strafbefehl, in dem eine Freiheitsstrafe von einem Jahr auf Bewährung und eine Geldstrafe von 360 Tagessätzen verhängt wurde. Lafer akzeptierte die Strafe.

## Auftritte in den Medien

### Fernsehen
Johann Lafer trat bereits früh nach der Übernahme der Küchenleitung im Le Val d’Or als Fernsehkoch auf; erstmals am 28. Juli 1984, als er eine Himbeer-Charlotte in der Südwestfunksendung Glaskasten zubereitete. In der Folge war er in verschiedenen Sendungen präsent. So war er zwischen 1993 und 2006 neben Ulrike Neradt Moderator des Fröhlichen Weinbergs. Außerdem bereitete er regelmäßig in der Show Lanz kocht! vor Publikum mit anderen Fernsehköchen Fünf-Gänge-Menüs zu. Die Sendung wurde zum 28. Dezember 2012 eingestellt. Am 30. November 2006 startete im SWR seine Kochshow L wie Lafer, die Nachfolgesendung der nach zehn Jahren eingestellten Serie Himmel un Erd.
Von Dezember 2006 bis März 2017 war er samstags im ZDF in der Kochshow Lafer! Lichter! Lecker! zu sehen, in der er zusammen mit Horst Lichter und jeweils zwei Prominenten kochte. Am 8. November 2007 trat Lafer in der VOX-Sendung Die Kocharena gegen fünf Gewinner aus der Kochsendung Das Perfekte Dinner an und gewann bei 3 von 5 Gängen. Seit 2008 moderiert er im Wechsel mit anderen Fernsehköchen die ZDF-Sendung Die Küchenschlacht.  
Im September und Oktober 2014 zeigte das ZDF im werktäglichen Nachmittagsprogramm die 35-teilige Backshow Deutschlands bester Bäcker mit Lafer als Hauptjuror. Dabei handelt es sich um eine von Endemol Shine Germany produzierte Adaption des britischen Formats Britain’s Best Bakery. Im Herbst 2015 wurde eine zweite Staffel der Show gezeigt, gefolgt von einem 18-teiligen Weihnachtsspecial, in dem Deutschlands bester Weihnachtsbäcker ermittelt wurde.
In der 28. Ausgabe der Weißblauen Geschichten, die in der Steiermark entstand, erschien er in der Rolle eines Kochs in zwei kurzen Abschnitten.
Seit  dem 13. Mai 2024 moderiert er bei Sat.1  seine Kochsendungen Drei Teller für Lafer.

### Radio
Der Radiosender SWR3 veranstaltet in unregelmäßigen Abständen zusammen mit Johann Lafer eine „interaktive Grillparty“. Zu dieser wird jeweils eine prominente Persönlichkeit eingeladen, die beim Grillen helfen darf. Die Zuhörer können sich die Zutaten- und Zubereitungsliste auf der Webseite des Radiosenders vorab ansehen und sich zur (nach der sendereigenen Aussage) größten interaktiven Grillparty einladen und vor dem Radio mitgrillen. Moderator der Sendung war bisher immer Kristian Thees. Prominente Mitgriller waren bislang am 16. Mai 2007 Barbara Schöneberger und Andreas Müller, am 1. Mai 2008 Lucy Diakovska, am 1. Mai 2009 Simone Thomalla, am 22. August 2009 Sven Ottke, am 4. Dezember 2009 Matthias Steiner und Inge Posmyk, am 13. Mai 2010 Jürgen Drews, am 1. Mai 2011 Reiner Calmund, am 8. April 2012 Mirja Boes sowie am 3. Oktober 2012 Maite Kelly. Am 1. Mai 2013 unterstützte Sonya Kraus den ausführenden Lafer.

## Heli Gourmet
Lafer widmet sich neben dem Kochen dem Fliegen mit Hubschraubern. 2002 legte er die Prüfung als Helikopterpilot ab und gründete eine Firma, die Flüge über das Rheintal anbot, nach denen ein Gourmetmenü serviert wurde.

## Privatleben
Lafer ist seit 1990 mit der Hotelfachfrau Silvia Buchholz-Lafer verheiratet, sie haben eine Tochter und einen Sohn.

## Auszeichnungen
- 1980: Bester Pâtissier Deutschlands, Prämierung seiner Herstellungsweise und Präsentation von Nachspeisen.
- 1983: Ein Stern im Guide Michelin 1984 für das Le Val d’Or[3]
- 1987: Beste Küchenmeisterprüfung in Rheinland-Pfalz[17]
- 1987: Zwei Sterne im Guide Michelin 1988 für das Le Val d’Or[18]
- 1997: Lafer wurde vom Gault Millau als Koch des Jahres ausgezeichnet.
- 1998: Goldenes Ehrenzeichen des Landes Steiermark für besondere Verdienste zum Wohl des Landes.
- 1999: Die Gastronomische Akademie Deutschlands verlieh ihm die Goldmedaille für das Buch Desserts, die mein Leben begleiten und die Silbermedaille für das Buch Johann Lafers Kochschule.
- 2004: Verleihung des Five Star Diamond Award der American Academy for Hospitality and Science, Ernennung zum Botschafter der Steiermark
- 2005: Auszeichnung mit dem Goldenen Ehrenzeichen des Landes Steiermark. Die Vereinigung Ordre des Coteaux de Champagne ernannte Lafer zum Chevallier. Er bekam die erstmals verliehene Auszeichnung Ecole des Chefs Trophy von Relais et Châteaux für besonders herausragende Kochkurse.
- 2006: Lafer wurde zum Fernsehkoch des Jahres gewählt.
- 2007: Lafer wurde für seine Verdienste um die Steiermark mit dem Großen Josef-Krainer-Preis, einer der bedeutendsten Ehrungen der Steiermark, ausgezeichnet.
- 2007: Negativpreis Saure Gurke für einen besonders frauenfeindlichen Fernsehbeitrag (zusammen mit Horst Lichter für Lafer! Lichter! Lecker!)
- 2010: Silbernes Ehrenzeichen für Verdienste um die Republik Österreich
- 2012: Ehrung Auslandsösterreicher des Jahres. Auszeichnung des Auslandsösterreicher-Weltbund
- 2024: Georg-Scheu-Plakette